# Ligne de tramway 80 (SNCV Groupe de Charleroi)
La ligne 80 est une ancienne ligne de tramway du réseau de Charleroi de la Société nationale des chemins de fer vicinaux (SNCV) qui a fonctionné entre le 1er décembre 1933 et le 2 avril 1988.

## Histoire
1er décembre 1933 : mise en service de la ligne : Charleroi Eden - Trazegnies.
1935 : prolongement vers Bracquegnies : Charleroi Eden - Bracquegnies.
1er octobre 1952 : ligne 80 prolongée vers Maurage Place (repris à la ligne 30); service prolongé 82 vers Mons (repris au service 31).
août 1962 : suppression de la section Maurage - Mons et du service 82 Charleroi - Mons.
1983 : abandon du terminus de Charleroi Eden, terminus déplacé à Charleroi Sud via le prémétro.
2 juin 1984/3 juin 1984 : suppression de la section Charleroi - Courcelles par Marchiennes-au-Pont, ligne déviée par Gosselies.
31 octobre 1986/1er novembre 1986 : suppression de la section Trazegnies Sentier Madame - Maurage Place, terminus reporté à Trazegnies Sentier madame.
2 avril 1988 : suppression.

## Vestiges
- Superstructure :
  - Chapelle-lez-Herlaimont, une section de voies rue Saint-André ;
  - Idem, une section de voies à la traversée de la rue du Marais.

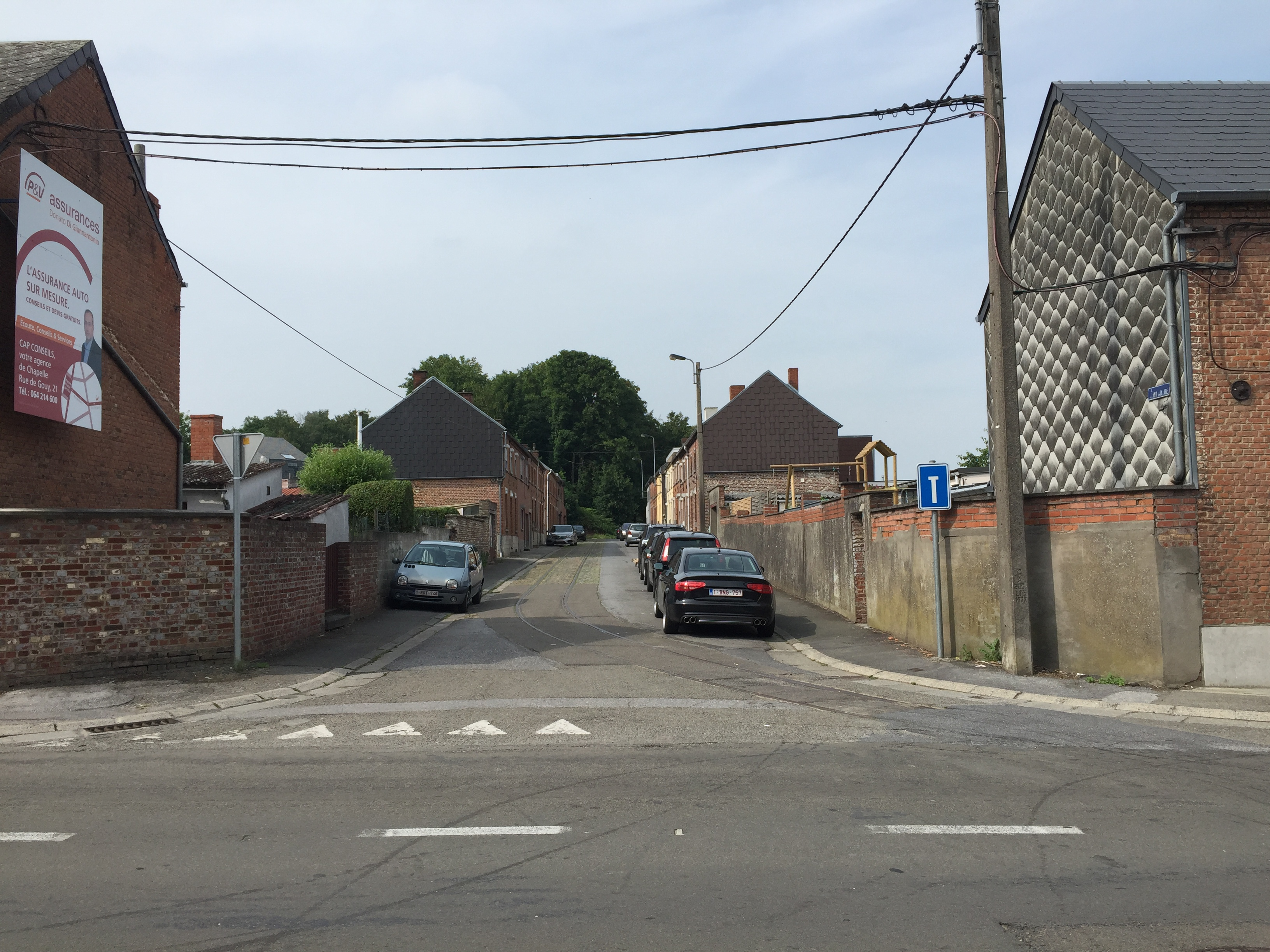
Rue Saint-André.
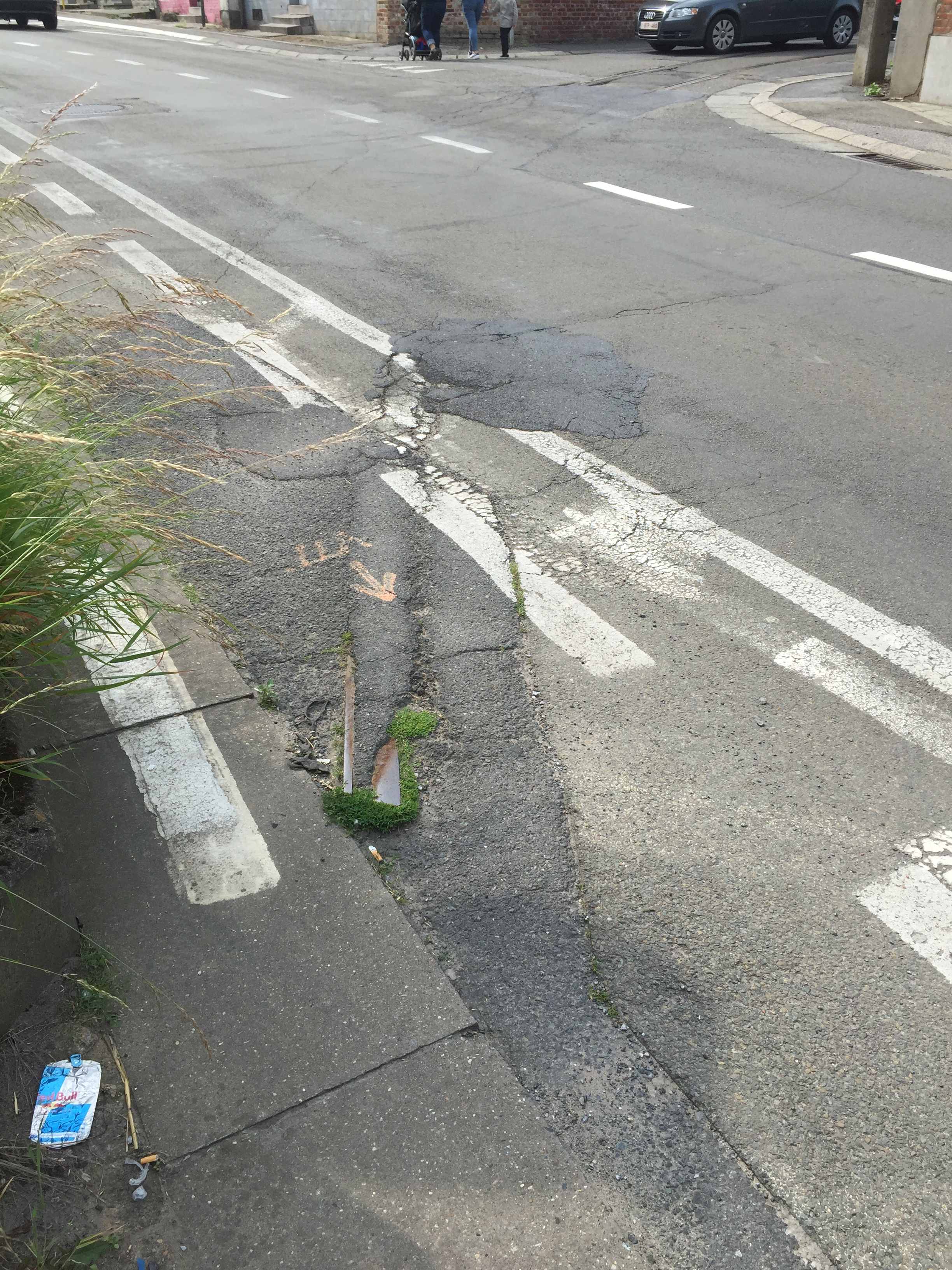
Idem.
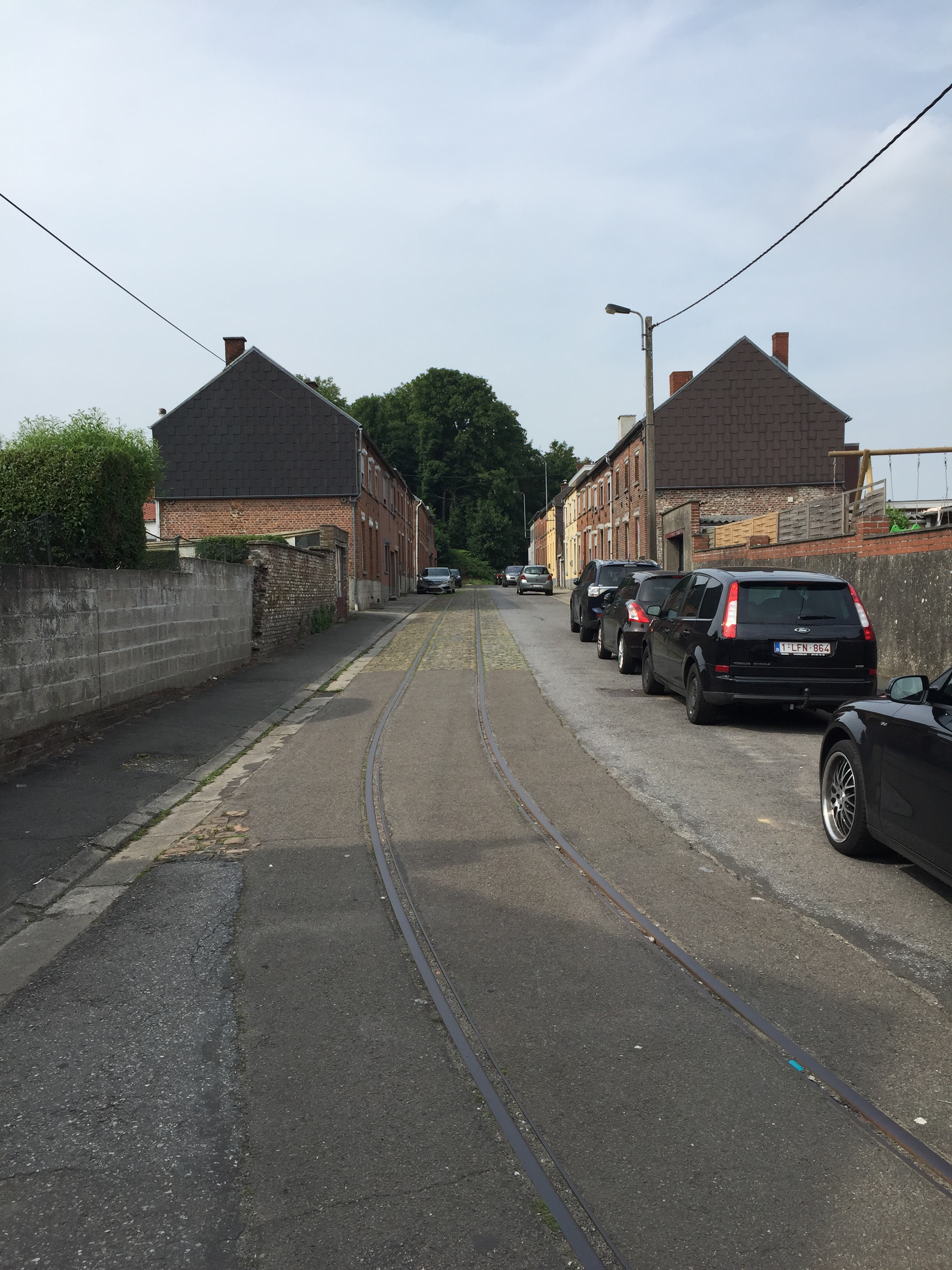
Idem.
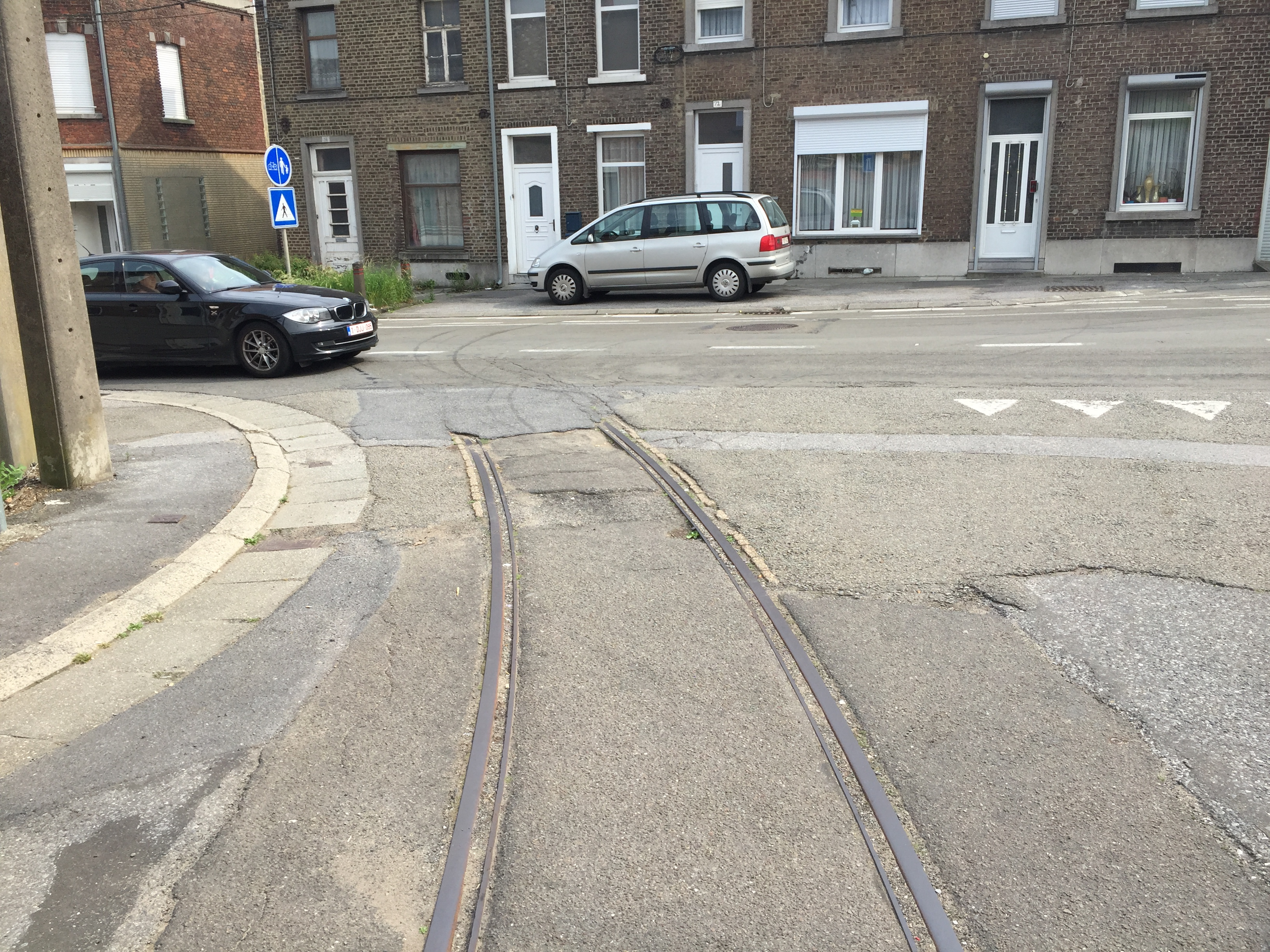
Idem.
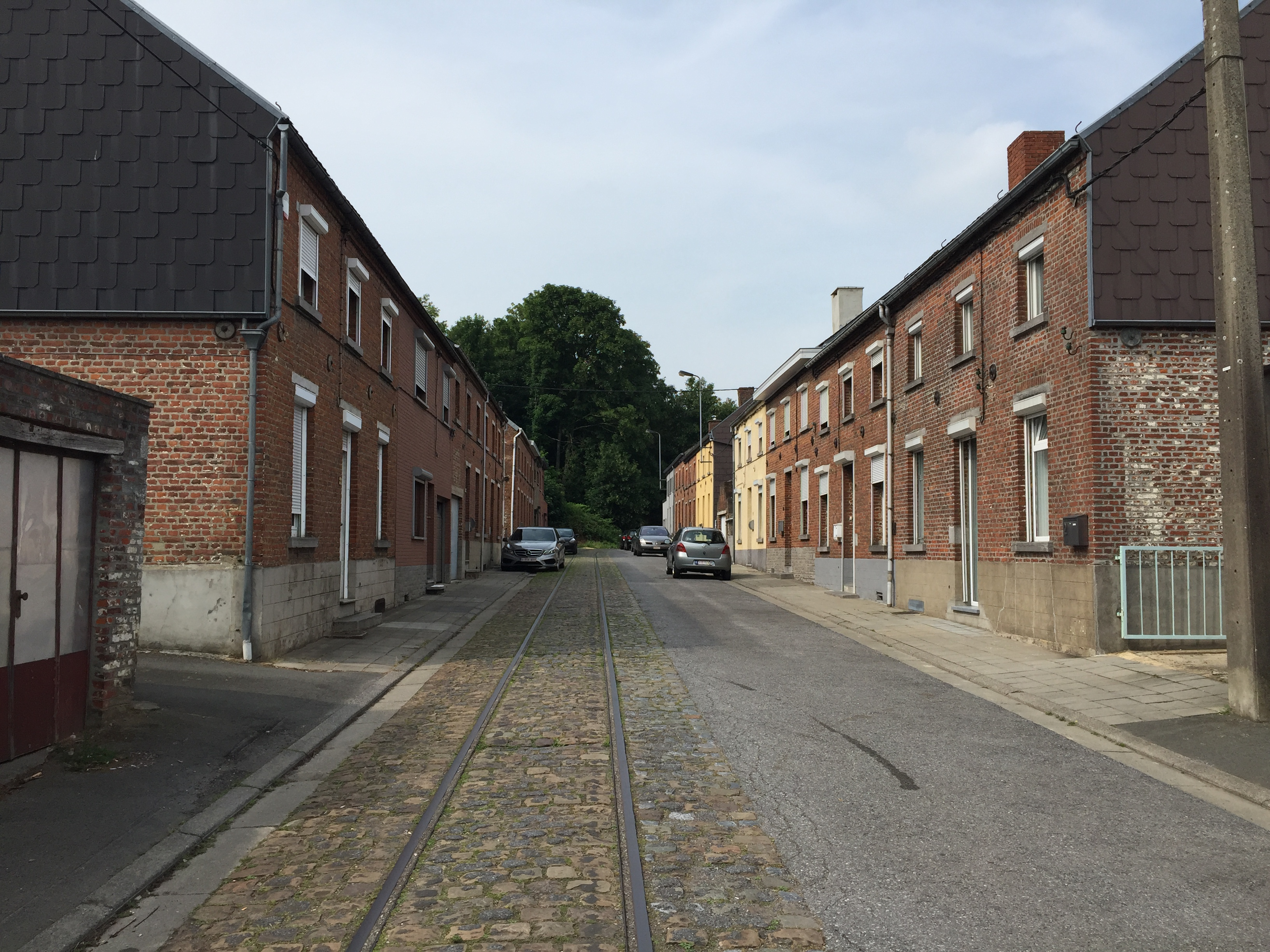
Idem.
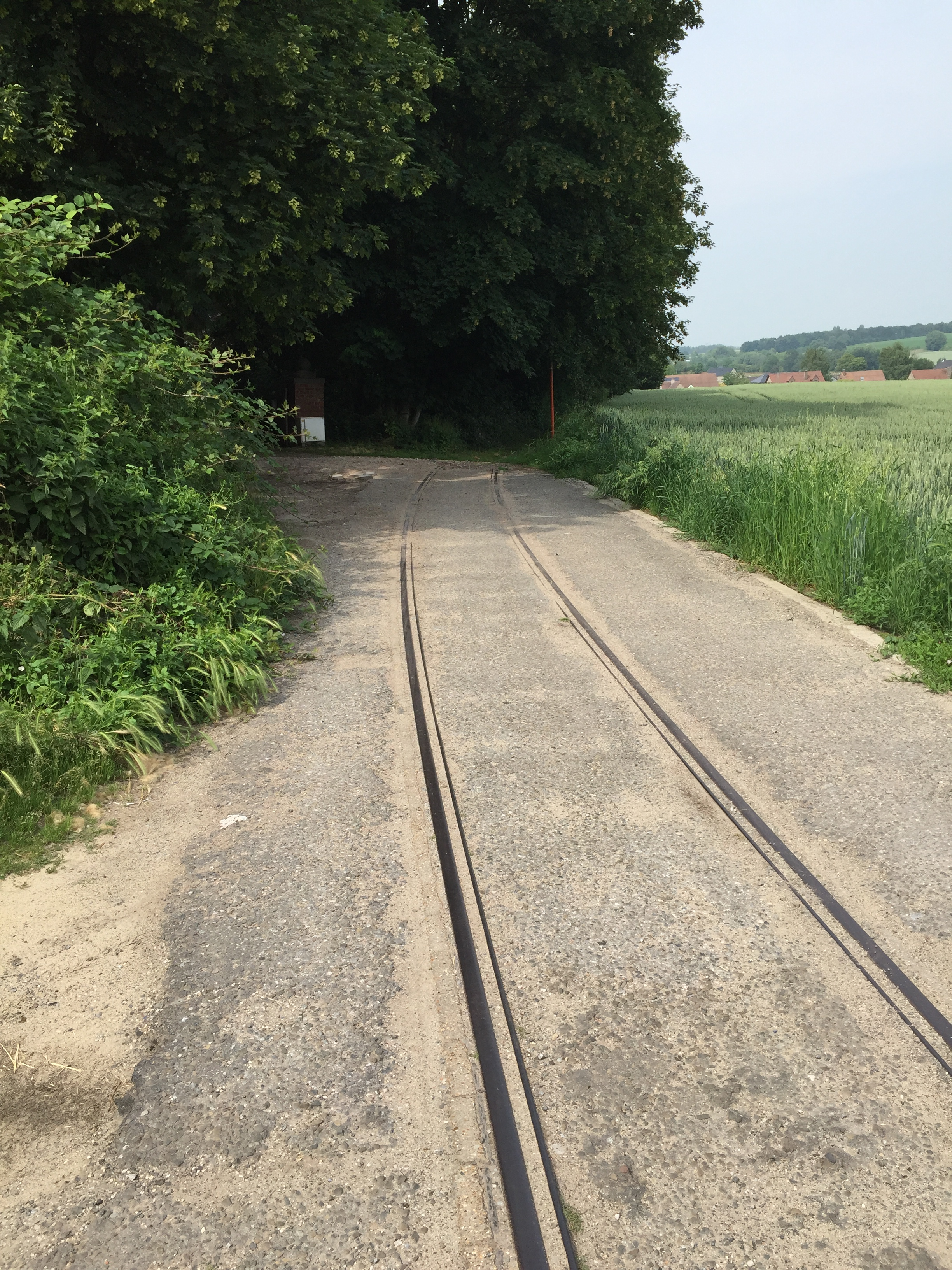
Idem.
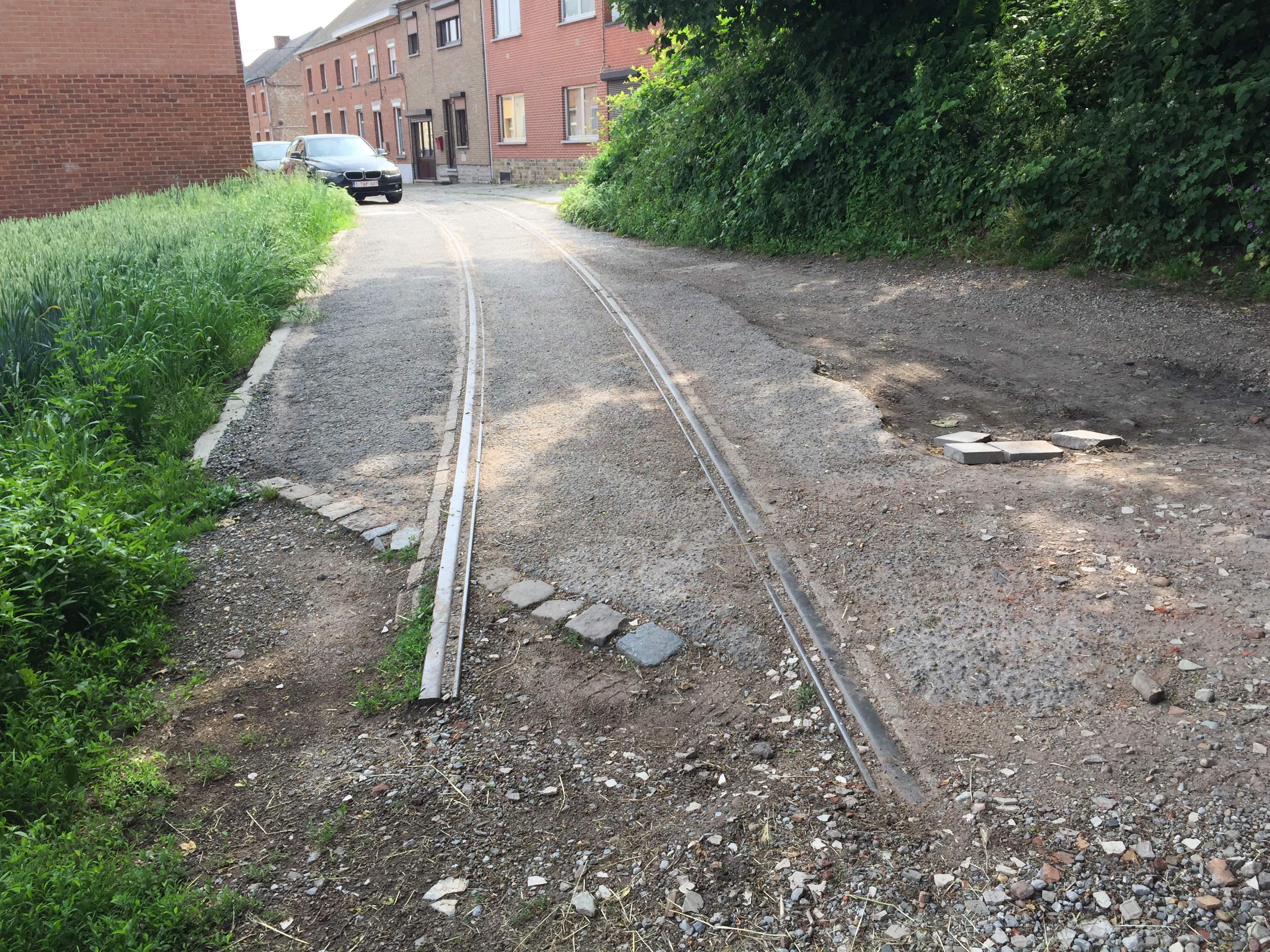
Idem.

- Dépôts et stations : La Louvière.

## Exploitation

### Horaires
Tableaux :
- 878 en 1958[2].